# Ateryna smugobok
Ateryna smugobok (Atherinops affinis) – gatunek ryby z rodziny Atherinopsidae, jedyny przedstawiciel rodzaju Atherinops, szeroko rozprzestrzeniony w przybrzeżnych wodach północno-wschodniego Pacyfiku. Czasami nazywany jest smugobokiem, ale pod tą nazwą opisywana jest zwykle ateryna atlantycka (Atherina hepsetus).
Ateryna smugobok osiąga przeciętnie 15–30 cm, maksymalnie do 36 cm długości. Żywi się głównie zooplanktonem. Jest łowiona komercyjnie i na wędkę.